# Кабановка (Клинцовский район)
Кабановка — деревня в Клинцовском районе Брянской области, в составе  Смотровобудского сельского поселения.

## География
Находится в западной части Брянской области на расстоянии приблизительно 13 км на восток-юго-восток по прямой от железнодорожного вокзала станции Клинцы.

## История
Упоминалась  с середины XIX века как хутор Кабанов. В 1892 году здесь (хутор Стародубского уезда Черниговской губернии) учтено было 20 дворов. 

## Население
Численность населения: 129 человек (1892), 24 человека (2002), 11 человек (2010), 9 человек (2013).
Будет упразднена как фактически не существующая в связи с переселением всех жителей на постоянное место жительства в другие населённые пункты